# ملابس كهنوتية
الملابس الكهنوتية هي ملابس غير طقسية يرتديها رجال الدين فقط. تختلف عن الملابس العادية في أنها غير مخصصة للاستخدام أثناء أداء الشعائر الدينية. أحيانًا يتم ارتداء الملابس الكهنوتية تحت الملابس العادية، وأحيانًا تكون هذه الملابس هي الزي الرسمي اليومي للكاهن أو القس في الأماكن العامة وقد تشبه الملابس الكهنوتية ملابس الراهب أو الراهبة في بعض الحالات.
في العصر الحديث، تبنى العديد من رجال الدين المسيحيين استخدام القميص ذو الياقات الدينية. لكن استخدام الملابس الكهنوتية هو الأكثر شيوعًا بين رجال الدين الكاثوليك والأنجليكان والشرقيين الأرثوذكس والمشرقيين الأرثوذكس.

## الكاثوليكية (الطقوس اللاتينية)
في عام 1215 أُلزم مجمع لاتران الرابع جميع رجال الدين المسيحيين ارتداء ملابس تميزهم عن غيرهم. ولم يكن هدفه بالضرورة رفع مكانة رجال الدين المسيحيين، ولكن كان من المفترض أن يلفتوا انتباه الجمهور إذا شُوهد أي رجل دين في الشارع. ومع ذلك، لم تكن القواعد في ذلك الوقت هي نفسها القواعد الحديثة، وتختلف القواعد حسب الاختصاص.

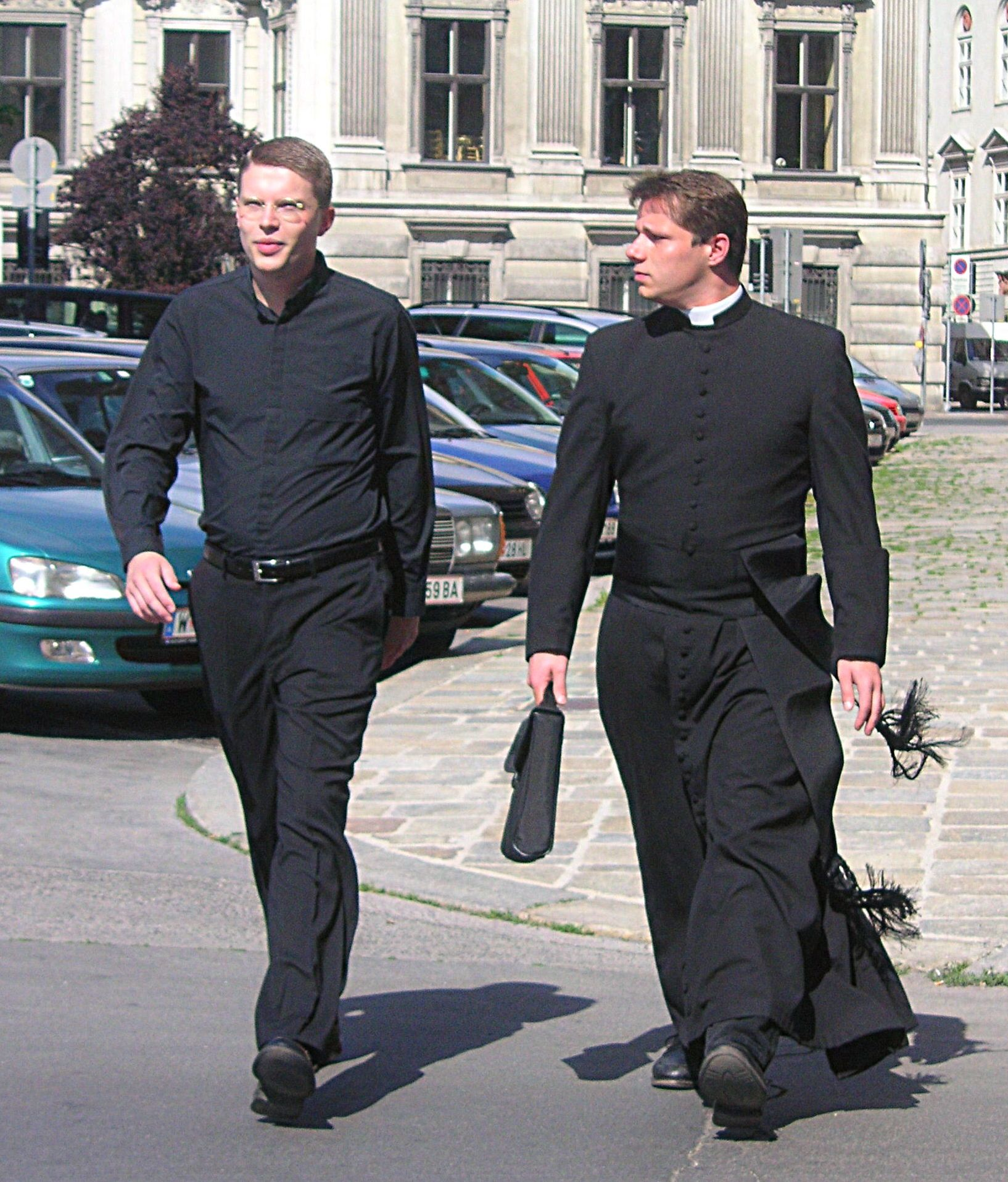
على اليمين، مثال على القميص ذو الياقة الكامل. على اليسار، قميص رجالي عادي.

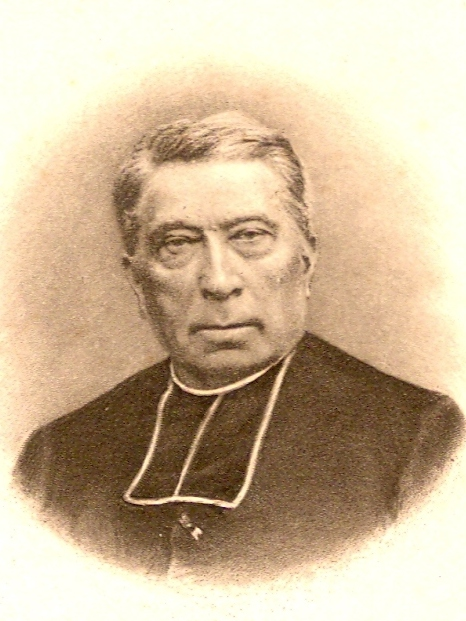
الرباط، كان يعتمد حتى منتصف القرن العشرين.

- كاسوك: هو ثوب طويل الأكمام بلا غطاء للرأس. يمكن أن يكون مصنوعًا من مادة خفيفة الوزن جدًا أو صوف ثقيل حسب الجو. في المناخات الاستوائية يُلبس باللون الأبيض. هذا هو المعيار لرجال الدين العلمانيين وأعضاء المعاهد الدينية. ترتدي بعض المجتمعات الدينية مثل اليسوعيين والفدائيين زي مختلف من الكاسوك. يرتدي الرهبان والراهبات عادة نوعاً يختلف اختلافًا كبيرًا عن الكاسوك. عادة ما يبلغ طوله إلى الكاحل. اللون يكون أسود للكهنة، أسود مع مواسير أرجوانية، أسود بمواسير فوشيا للمونسينور، أسود بمواسير حمراء للأساقفة؛ والأسود مع القرمزي للكرادلة. يرتدي البابا الروماني نوع أبيض. لدى الأساقفة والكرادلة ما يعرف باسم «جوقة الكاسوك» للمناسبات الليتورجية[2] ولكن هذا لا يتم ارتداءه للارتداء اليومي.
- فيراليو: هي قطعة قماش تصل إلى الكاحلين. يرتدى هذا فقط مع الكاسوك على ربطة عنق بيضاء رسمية أو مناسبات لباس الصباح.
- الرأسية: غطاء للكوكس في الطقس البارد.
- غريسا (ملابس) (دويليت): معطف يغطي الكاسوك.
- القبعة: زوتشيتو أو بيريتا، حسب الظروف.
- الياقة الكتابية: هناك مجموعة متنوعة من الخيارات للزي المكتبي اليومي، وكلها تنطوي على استخدام أطواق رجال الدين:
  - كولارينو (طوق الياقة): ربما يكون هذا هو النوع الأكثر شيوعًا من القمصان والياقات بين رجال الدين الرومان الكاثوليك. يشبه القميص اللباس القياسي، ولكن لديه طوق أسود بقائم مخيط لاستيعاب قطعة قماش بيضاء أو إدراج نوع بلاستيكي ناعم، تاركًا مربعًا أبيض صغيرًا في قاعدة الحلق.
  - شريط حول العنق: قميص دون ياقة (مشابه لقميص الطوق) مصمم خصيصًا لاستيعاب شريط من الكتان أو البلاستيك الذي، عند ارتدائه فوق القميص، يخلق طوقًا أبيض ثابتًا يربط العنق. يربط هذه الياقة القابلة للفصل بإقامة أو أزرار طوق. كانت هذه القمصان والياقات القابلة للانفصال مخصصة في الأصل لارتدائها تحت صدرية أو رباط أو كاسوك. اليوم هذه القمصان دائمًا ما تكون من قطن أسود، ولكن عندما ترتديها تحت صدرية أو الرباط عادة ما تكون بيضاء ومصنوعة من نسج قطن أكسفورد عالي الجودة.
  - صدرية كتابية أو الرباط: الصدريات الكتابية أو الرباط هي العنصر الأكثر تقليدية ورسمية في زي رجال الدين. دائما تقريبا تكون سوداء ومصنوعة من الصوف. عموما الصدريات الكتابية الرياضية المدعومة بالحرير. يتم ارتداؤها فوق القميص وربطة العنق والياقات المنفصلة لخلق مظهر يشبه الطوق حول الرقبة. على عكس الصدريات التي ترافق الدعاوى، فإنها تعلق على طول الطوق. تعتبر الرباط ابتكارًا متأخرًا، وتعكس تمامًا صدرية رجال الأعمال، باستثناء أنها عارية الذراعين.

في روما، يُسمح لرجال الدين الرومان الكاثوليك بارتداء قمصان رجال دين سوداء ورمادية وزرقاء، بينما يُسمح لهم في معظم البلدان بارتداء الأسود فقط، على الأرجح بسبب العادات القديمة وتمييزهم عن رجال الدين غير الكاثوليك.
هذا ينطبق على رجال الدين اللاتين فقط. يرتدي رجال الدين في الكنائس الشرقية الكاثوليكية بطريقة مشابهة لرجال الدين الأرثوذكس المحليين.

## المسيحية الشرقية
في الكنائس الكاثوليكية الشرقية والكنائس الأرثوذكسية الشرقية، هناك تمييز بين الملابس الليتورجية والملابس الكتابية هو أن الملابس يجب أن تُبارك قبل ارتدائها. على العكس من ذلك، فإن ملابس رجال الدين ليست كذلك، وتعتبر ملابس يومية.
- الكاسوك الداخلي: الكاسوك الداخلي (الأكثر شيوعًا، اختصارا الكاسوك) هو ثوب بطول الأرض، عادة ما يكون أسود، يرتديه جميع أعضاء الإكليروس والرهبان والكنائس.
- الكاسوك الخارجي: يسمى ryasa ((بالروسية: ряса)‏ الكاسوك الخارجي عبارة عن ثوب كبير[3] يغطي على الكاسوك الداخلي ويرتدى من قبل الأساقفة والكهنة والشمامسة والرهبان.
- سكوفيا: قبعة ذات وجه ناعم ترتديها الأديرة أو تمنح لرجال الدين كعلامة شرف.
- كاميلافكا: قبعة صلبة ترتديها الأديرة أو تُمنح لرجال الدين كعلامة شرف.
- أبوستولنيك: حجاب ترتديه الراهبات، إما بمفردهن أو مع سكوفيا.
- Epanokamelavkion: حجاب يمتد فوق الظهر، ترتديه جميع الأديرة والأساقفة مع kamilavka .
- كلوبوك: الكاميلافكا مع ال epanokamelavkion متصلتان بشكل دائم؛ وهي أكثر شيوعا في التقاليد الروسية.

### أمثلة الأرثوذكسية الشرقية
|      |                           |                        |  |      |             |
| أسقف | كاهن (كاهن متزوج أو عازب) | راهب وكاهن في شخص واحد |  | راهب | قارئ / شماس |

- يمكن للكهنة المتزوجين ارتداء اكسوراسون أو زوستيكون عندما لا يحتفلون بالليتورجية وقد يختارون ارتداء السكوفيا غير الرسمية على كاميلافكيون الأكثر رسمية. قد يرتدون أيضا سترة تسمى كونتاراسون، عادة خلال الطقس البارد. تختلف ألوان الكاسوك الخاصة بهم بين الأسود والرمادي والأزرق النموذجي.
- يرتدي الرهبان والأرمن والأساقفة الكلوبوك كعلامة من علاماتهم على العزوبة. ويرتدي بعض الرهبان زوستيكون كونتاراسون وسكوفيا عند القيام بعمل يومي حول الدير.
- نادرًا ما يرتدي القراء والمشاركون الفرعيون أنواع مشابهة خارج الكنيسة، ولكن غالبًا ما يُطلب منهم ارتداء واحد في الكنيسة عند عدم الخدمة.

### الأمثلة الأرثوذكسية المشرقية
|               |              |           |             |                    |
| بطريرك سرياني | مطران سرياني | كاهن قبطي | كاهن سرياني | كاهن سرياني (راهب) |

## الأنجليكانية
وفقًا لشرائع كنيسة إنجلترا، كان من المفترض أن يرتدي رجال الدين الكاسوك واللباس والغطاء أثناء أداء واجباتهم. كان الكاسوك إما مزدوجًا أو وحيدًا؛ بأزرار في الرقبة أو الكتف، وتعقد عند الخصر بحزام.
يمكن أن يكون الثوب إما من شكل كتابي خاص - مفتوح في الأمام بأكمام - أو ثوب من درجة مرتديها. ويتم ارتداؤها مع قبعة كانتربري المألوفة في القرنين السابع عشر والثامن عشر.
تم ارتداء ابكاسوك وثوب الكزي في الخارج حتى بداية القرن التاسع عشر، مع استبدال غطاء كانتربري بلوح الهاو أو قبعة الذرة الثلاثية.
في القرن التاسع عشر، كان من المألوف بين السادة ارتداء طوق قابل للانفصال يتم غسله بشكل منفصل عن القميص. في البداية مع الطوق القابل للانفصال، ارتدى رجال الدين الأنجليكان ربطة عنق بيضاء، مع صدرية مع طوق قائم وغطاء كتابي فضفاض يشبه الكسوة بطول الركبة بأزرار متعددة إلى مستوى الخصر.
وبدلاً من ذلك، يمكنهم ارتداء النمط العادي لمعطف الفستان والرباط (انظر أعلاه). في الجزء الأول من القرن، كان الإنجيليون يرتدون في كثير من الأحيان معاطف مخفية الذيل لتمييز أنفسهم عن رجال الكنيسة الراقية الذين فضلوا معطف الفستان. تم ذكر هذا التمييز في وقت متأخر عام 1857 عندما تمت الإشارة إليه في «أبراج بارشيستر» لأنتوني ترولوب.
في منتصف القرن، بدأ رجال الدين الأنجليكان في قلب الياقة للخلف، وخلقوا الإصدارات الأولى من «طوق الكلب». كان يُنظر إلى هذا الشكل من اللباس المميز على أنه تأثير مثير للجدل لحزب الكنيسة العليا، ولكن مع تقدم الوقت، أصبحت الياقة المرجعة إلى الوراء أكثر شيوعًا، وحتى نجت من زوال الياقات القابلة للانفصال بين عامة الناس.
قبول الصدرية السوداء قد أفسحت المجال لارتداء القمصان السوداء وأصبحت الياقة جزءًا يوميًا من زي رجال الدين لمعظم رجال الدين الأنجليكانيين. ومع ذلك، ينضم بعض رجال الدين الأنجليكان إلى وزراء الكنائس التي تم إصلاحها في تجنب الزي الديني المميز بالكامل.
خلال القرن العشرين، بدأ الأساقفة الأنجليكانيون في ارتداء قمصان أرجوانية (بنفسجية رسمية) كعلامة على مكتبهم. بالإضافة إلى الصدرية الصليبية والحلقة الأسقفية، وهذا يميزهم عن رجال الدين الآخرين في المظهر. في حين لا يوجد قانون بين كنائس الطائفة الأنغليكانية يمنع أعضاء آخرون من رجال الدين من ارتداء قميص أرجواني، فإن القيام بذلك لا يعتبر مناسبًا بشكل عام.
حتى فترة ريجنسي، كان رجال الدين الأنجليكان يرتدون بانتظام الكاسوك في الأماكن العامة، بعد الاستمتاع بشيء من الإحياء في منتصف القرن العشرين، أصبحت هذه العادة أقل شيوعًا مرة أخرى. كان غطاء الرأس الأنجليكاني التقليدي مع الكاسوك هو غطاء كانتربري، والذي نادراً ما يستخدم الآن. لا يزال بعض رجال الدين الأنجلو كاثوليك يرتدون البيريتا. [بحاجة لمصدر] منذ منتصف القرن الثامن عشر، كان الأساقفة يرتدون تقليديًا نسخة مختصرة من الكاسوك، تسمى المئزر (التي تكون معلقة فوق الركبة مباشرة)، بالإضافة إلى الجرامي. تغطي الجرامي، ذات الأزرار الجانبية، ساق البنطلون إلى نقطة أسفل الركبة مباشرة. هذا الشكل من الملابس اليومية، الشائعة حتى الستينيات، انقرضت الآن تقريبًا. (كان هذا مناسبًا لهم في الوقت الذي كان فيه بعض سفرهم على ظهور الخيل ولكنهم استمروا في ارتدائها حتى منتصف القرن العشرين.)
بعض رجال الدين الأنجليكانيين يفضلون الكاسوك مزدوج الصدر (المعروف باسم رداء الكاهن)، غالبًا مع زر خارجي على مستوى الصدر يعلق عليه غطاء أكاديمي (والذي يتم ارتداؤه كجزء من عادة الجوقة). ومع ذلك، فإن معظم رجال الدين، بما في ذلك رجال الدين الأنجلو كاثوليك، يختارون الكاسوك وحيد الصدر. مثل رجال الدين الرومان الكاثوليك، يرتدي بعض رجال الدين الأنجليكانيين اللفافة (المعروفة في الأنجليكانية كقناع) حول الخصر، بينما يفضل البعض الآخر حزامًا. عندما تكون هناك حاجة إلى حماية إضافية، يمكن ارتداء عباءة فوقها .
قد يرتدي رجال الدين من الخصائص الملكية، كبار القساوسة في القوات، وأعضاء تشابيلس رويال وتشابيلس تشورليانز، لونا قرمزيًا وشارة خاصة (سايفر كوين يعلوها تاج سانت إدوارد محاط بأوراق البلوط والغار) على الوشاح.
في القرن التاسع عشر، كان رجال الدين، مثل معظم السادة في ذلك الوقت، يرتدون القبعة الحريرية الطويلة مع لباسهم الخارجي، ويظل هذا تقليديًا للأساقفة ورجال الدين الكبار الآخرين لسنوات عديدة. لكن العديد من رجال الدين فضلوا ارتداء قبعة كابيلو رومانو، وهي قبعة عريضة ذات حافة مستديرة ومغطاة تشبه الرامى منخفض التاج، وظل هذا شائعًا حتى الحرب العالمية الأولى.

## اللوثرية

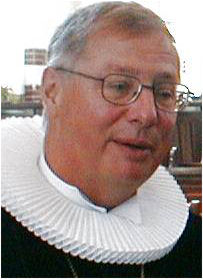
الكشكشة ، كما يرتديها الأسقف اللوثري الدنماركي

تختلف ملابس رجال الدين اللوثرية حسب المنطقة والطائفة. غالبًا ما تعكس الملابس الدينية للكهنة والأساقفة اللوثريين ملابس رجال الدين الكاثوليك. القميص أو قميص رجالى وطوق رجالى قابل للفصل. عادة ما يرتدي الأساقفة اللوثريون في اسكندنافيا صليبًا صدريًا.
يرتدي رجال الدين الدنماركيون ثوب الكهنة الأسود، كما هو الحال في التقاليد الانجليكانية والكاثوليكية حتى ثمانينيات القرن العشرين، كان هذا هو العرف في النرويج أيضًا، وكان من بقايا الفترة التي كانت الدنمارك-النرويج تشترك فيها في ملكية مشتركة (1384-1814). في السويد، كان رجال الدين يرتدون شكلًا مميزًا من معطف الفستان، ولا يزال يُرى في المناسبات الرسمية عندما يتم ارتداؤه مع طوق قائم وقوائم قصيرة.

## الميثودية
في الميثودية البريطانية، غالبًا ما يرتدي الوزير (الكاهن) بدلة عمل بسيطة مع قميص ملون وياقة كتابية. للحصول على المزيد من الخدمات الرسمية، سيتبنى الوزير عصابة ذات فرق. بالنسبة للمناسبات الاحتفالية والرسمية للغاية، مثل خدمة يوم الذكرى (البريطانية) في سينوتاف في لندن، يمكن ارتداء رداء الكرازة التقليدي الأسود والغطاء الأكاديمي والأشرطة.
الشمامسة الميثوديون (ذكور أو إناث) لديهم قواعد ملابس أقل صرامة؛ لكنهم غالبًا ما يرتدون ملابس زرقاء داكنة، ويرتدون دائمًا الصليب الصدري لنظامهم الديني.
لباس أولئك الأعضاء العلمانيين في الجماعة الذين يغنون في الجوقة، وفي العازف، يختلف من الجماعة إلى الجماعة. قد يكون الزي النموذجي هو الكاسوك الأزرق، على غرار الإنجليزية الفوضوية البيضاء العادية، وللنساء قبعة كانتربري.

### الولايات المتحدة الأمريكية
اللباس في الكنيسة الميثودية الأمريكية يختلف عن المعايير البريطانية. لا توجد قواعد رسمية بشأن بعض الملابس الكتابية. لذلك، يختلف استخدام رجال الدين الميثوديين في الولايات المتحدة للملابس الدينية اختلافًا كبيرًا، حسب الموقع والحالة. كثيرا ما يرتدي رجال الدين الميثوديون ملابسهم في الزيارات الرعوية في المستشفيات ومرافق التمريض. غالبًا ما يرتدي كبار السن قمصان رجال الدين السوداء أو الزرقاء، بينما يرتدي الأساقفة اللون الأرجواني.

## روابط خارجية
- لباس رجال الدين الرومان الكاثوليك
- "Clerical Costume". الموسوعة الكاثوليكية. نيويورك: شركة روبرت أبيلتون. 1913.
- الملابس الكتابية حسب التقليد البيزنطي
- تعليمات ربط وارتداء الياقات